# Oberea suturalis
Oberea suturalis är en skalbaggsart som först beskrevs av Jordan 1894.  Oberea suturalis ingår i släktet Oberea och familjen långhorningar.
Artens utbredningsområde är Gabon. Inga underarter finns listade i Catalogue of Life.